# صفحه آمورین
صفحه آمورین (انگلیسی: Amurian Plate) یا صفحه آمور که گاهی صفحه چین نیز نامیده می‌شود، یک صفحه زمین‌ساختی فرعی در نیم‌کره‌های شرقی و شمالی است. این صفحه محدوده منچوری، شبه‌جزیره کره، غرب ژاپن و سرزمین پریمورسکی را می‌پوشاند. قبلاً تصور می‌شد که این صفحه بخشی از صفحه اوراسیا است ولی امروزه یک صفحه جداگانه محسوب می‌شود که نسبت به صفحه اوراسیا در جهت جنوب شرق حرکت می‌کند. نام صفحه آمور از رود آمور گرفته شده که مرز میان خاور دور روسیه و شمال شرق چین را تشکیل می‌دهد. این صفحه در شمال، غرب و جنوب غرب با صفحه اوراسیا، در شرق با صفحه اختسک و در جنوب شرق در امتداد ناوه سوروگا و ناوه نانکایی با صفحه دریای فیلیپین، صفحه اوکیناوا و صفحه یانگتسه محدود می‌شود.
تصور می‌شود که منطقه کافتی بایکال مرز میان صفحه آمور و صفحه اوراسیا باشد. اندازه‌گیری‌های دقیق با GPS نشان داده است که صفحه آمور به آرامی و در جهت پادساعت‌گرد در حال چرخش است.
گمان می‌رود صفحه آمور در زمین‌لرزه تانگشان در سال۱۹۷۶ میلادی تأثیر داشته است.